# Alienação

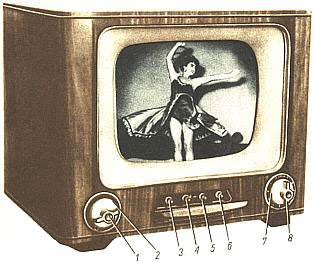
Para alguns teóricos marxistas, os meios de comunicação de massa podem ser instrumentos de alienação das pessoas.

Alienação (do latim alienatione) nas Ciências sociais, é um conceito que designa indivíduos que estão alheios a si próprios ou a outrem  tornando-se escravos de atividades ou instituições humanas, devido a questões econômicas, sociais ou ideológicas. Desta forma, refere-se também à diminuição da capacidade dos indivíduos em pensarem e agirem por si próprios. Há quem defina a alienação como "a falta de consciência por parte do ser humano de que ele possui um grau de responsabilidade na formação do mundo a seu redor, e vice-versa".
Deste conceito filosófico-sociológico, derivaram-se outros usos da palavra, como por exemplo, na psiquiatria, pode ser usada como um sinônimo de loucura. No Direito, existem a alienação de um bem, a Alienação parental e a Alienação fiduciária. Ainda que a alienação seja um conceito a priori filosófico, existe o conceito de alienação mais propriamente na Filosofia Marxista.